# Glanon
Glanon é uma comuna francesa na região administrativa da Borgonha-Franco-Condado, no departamento de Côte-d'Or. Estende-se por uma área de 3,67 km². Em 2010 a comuna tinha 260 habitantes (densidade: 70,8 hab./km²).